# 瑣碎論
瑣碎論是一承認所有語句（也稱為命題）為真並且所有「P與非P」形式的矛盾句都為真的邏輯理論，其拉丁自源trivialis意思是「到處都能找到的」。
據此，瑣碎論者是指一個相信任何事都為真的人。
在古典邏輯中，瑣碎論是直接違反了亞里斯多德的非矛盾律。在哲學中，瑣碎論可以被視為懷疑論的完全對立面，懷疑論是懷疑或否定一切事為真，瑣碎論則是相信任何事都為真。在次協調邏輯中，可能使用「非瑣碎律」防止為真的矛盾在邏輯上藉由爆炸原理推導出瑣碎論。
理論的爭論已經提供瑣碎論與像是模態實在論（可能論）、雙面真理論以及次協調邏輯的理論對照。

## 概觀

### 理論
在符號邏輯，瑣碎論可以被表述成以下形式:
{\displaystyle \forall pTp}
上述通過全稱量詞(∀)而被讀成「對任何命題P而言，P為真」。
一個瑣碎論的主張可能總是應用它的基本真理，也被稱作真理述詞：
{\displaystyle p\leftrightarrow Tp}
以上被讀作：「P若且唯若P為真」，意思是說所有被相信的命題是在本質上被證明為真的。沒有一致使用這個概念，贊同瑣碎論的主張可能不會被視為真正且完備的瑣碎論；就像主張一個命題為真，但是否定它能夠被證明為真，可能會被視為與假定的理論不一致。

### 瑣碎論的分類
Luis Estrada-González 在「可能論與瑣碎論的模型」一書通過可能世界的概念列舉了四種瑣碎論類型。這為瑣碎論者單純給所有命題指派一個相同值，等價於視所有命題及它們的否定為真建構理論。這個分類在本文的脈絡中用來展示不同強度以及不同合理程度的瑣碎論：
(T0)最小瑣碎論：至少有一個世界，所有命題都為真都且都已被指派一個值。
(T1)多元瑣碎論：在有些世界，所有命題都為真且都已被指派一個值。
(T2)現實瑣碎論：在現實世界，所有命題都為真且都已被指派一個值。
(T3)絕對瑣碎論：在所有世界，所有命題都為真且都已被指派一個值。

## 反對瑣碎論的論證

### 亞里斯多德
亞里斯多德的非矛盾律以及其他論證被視為是否定瑣碎論的。Luis Estrada-González 在「可能論與瑣碎論的模型」 一書說明亞里斯多的的形上學第四卷如下：「『…如果瑣碎論是對的，那麼X情況屬實，但如果X情況屬實那麼所有事物都是同一件事。但是所有事物是同一件事是不可能的，所以瑣碎論是不可能的』…這個亞里斯多的考量種下了有關瑣碎論的疑慮：瑣碎論已被否定，因為它將不該被同一的東西（也就是真與假）視為同一。將真與假視為同一，這以邏輯的觀點而言，是不可欲的。」

## 支持瑣碎論的論證
存在幾個理論從魔鬼代言人的立場支持瑣碎論：

### 可能論的論證
Paul Kabay曾在「真理之豐富」一書中論證瑣碎論，如下：

『...
...』
以上，可能論（模態實在論；與可能世界有關）是主張每個命題都是可能的理論。如果這個理論假設為真，那麼根據Kabay ，瑣碎論可能同樣被假設為真。

## 反瑣碎論
Luis Estrada-González在「可能論以及瑣碎論的模型」一書中通過可能世界的使用列舉了八種反瑣碎論（或非瑣碎論）的類型：
(AT0)現實最小反瑣碎論：在現實世界，有些命題不存在真或假值。
(AT1)現實絕對反瑣碎論：在現實世界，所有的命題沒有真或假值。 
(AT2)最小反瑣碎論：存在一些世界，有些命題沒有真或假值。 
(AT3)切點反瑣碎論（或稱最小邏輯虛無主義）：存在一些世界，每個命題都沒有真值或假值。
(AT4)離散反瑣碎論：對每個世界而言，有些命題沒有真值或假值。 
(AT5)強反瑣碎論：有些命題在每個世界都沒有真值或假值。 
(AT6)超反瑣碎論（或稱中間邏輯虛無主義）：所有的命題在一些世界都沒有真值或假值。 
(AT7)絕對反瑣碎論（或稱最大邏輯虛無主義）：所有的命題在每個世界都沒有真值或假值。